# Josetxo Lapoujade Garde
Josetxo (San Sebastián, 18 de febrero de 1988) es un futbolista español que puede jugar como Defensa lateral izquierdo o centrocampista interior zurdo.

## Trayectoria
Surgió de la cantera de Osasuna, donde realizó las pretemporadas de 2007 y 2008 con Osasuna Promesas, pero en ambas campañas fue cedido al CD Iruña. Debutó en Segunda División B con el CD Izarra de Estella. 

La temporada 2010/11 fichó por el Deportivo Alavés para jugar en su filial. En la temporada 2011/2012 firma por el Club Portugalete y la 2013/14 por el Zalla Unión Club.

En 2014/15 juega en el Oxford City Football Club de la liga Conference North en Inglaterra.
En la temporada 2016/17 se une al CD Aurrera de Vitoria.
[Familiares]:Paula lapoujade,David lapoujade,Rubén Garde...

## Clubes
| Club                      | País       | Año         |
| ------------------------- | ---------- | ----------- |
| Club Atlético Osasuna "B" | España     | 2008 - 2009 |
| Club Deportivo Izarra     | España     | 2009 - 2010 |
| Deportivo Alavés          | España     | 2010 - 2011 |
| Club Portugalete          | España     | 2011 - 2012 |
| Deportivo Alavés B        | España     | 2012 - 2013 |
| Zalla UC                  | España     | 2013 - 2014 |
| Oxford City Football Club | Inglaterra | 2014 - 2015 |
| CD Aurrerá de Vitoria     | España     | 2016 -      |